# Načetínský potok
Načetínský potok (tjeckiska) eller Natzschung (tyska) är ett vattendrag i nordvästra Tjeckien, som i det nedre loppet bildar gräns mot Tyskland.